# Mondo New York
Mondo New York es una película mondo de 1988 que presenta a Joey Arias y Rick Aviles. Un número de residentes de la Ciudad de Nueva York aparecen en varios sketches, cada uno ligado a una joven mujer en exploración de la ciudad. Otras presentaciones incluyen a Charlie Barnett, Joe Coleman, Phoebe Legere, Karen Finley, Lydia Lunch, y Ann Magnuson.

## Reparto
- Joseph Arias ...  Fish Out Of Water / A Hard Days Night
- Rick Aviles ...  Cómico en Park
- Charlie Barnett ...  Cómico en Park
- Joe Coleman ...  Profesor Mambuzu
- Emilio Cubeiro
- Karen Finley ...  Ella misma
- Dean Johnson
- Phoebe Legere ...  Marilyn Monroe
- Lydia Lunch ...  Prólogo
- Ann Magnuson ...  Lector de poesía
- Frank Moore ...  Rapeando y rockeando
- John Sex ...  Agitación con mi músculo
- Shannah Laumeister
- Linda Mac ...  Rapeando y rockeando
- Veronica Vera ...  Rapeando y rockeando
- Annie Sprinkle ...  Rapeando y rockeando
- Sabine Reithmayer ...  Rapeando y rockeando